# Nil Doxopatrès
Nil Doxopatrès (en grec Νεῖλος ὁ Δοξοπάτρης) est un ecclésiastique et écrivain religieux de langue grecque actif en Sicile au milieu du XIIe siècle.

## Éléments biographiques
Il porte le même patronyme que Jean Doxopatrès, professeur de rhétorique qui enseignait à Constantinople au XIe siècle. D'après ce qu'il écrit dans le prologue de son ouvrage sur les patriarcats, il se trouvait en 1142/43 à Palerme, à la cour du roi Roger II de Sicile, à la demande duquel il effectua ce travail. On relève d'autre part sa signature sur un acte daté de 1146 relatif à l'église de la Martorana de la même ville. Le reste, à son propos, est du domaine de la conjecture. Il est peut-être à identifier avec « Nicolas Doxopatrès », important personnage signalé à Constantinople vers la même époque : diacre de Sainte-Sophie, notaire patriarcal, « πρωτοπρόεδρος τῶν πρωτοσυγκέλλων », « νομοφύλαξ » (c'est-à-dire responsable de la faculté de droit) : issu d'une famille gréco-sicilienne, il aurait d'abord fait carrière à Constantinople, puis se serait fait moine sous le nom de « Nil » (un nom de même initiale, suivant l'usage byzantin) et serait retourné en Sicile. Plaide pour ce scénario le caractère très bien informé de ses ouvrages.

## Œuvre
On conserve de lui deux ouvrages :
- un Traité sur les cinq patriarcats (Σύγγραμμα... περὶ τῶν πέντε πατριαρχικῶν θρόνων καὶ τῶν ὑπ'αὐτοὺς ἀρχιεπισκόπων καὶ μητροπόλεων κτλ., ou Τάξις τῶν πατριαρχικῶν θρόνων), ouvrage de géographie et d'histoire ecclésiastiques commandé par le roi Roger II, où il développe les positions byzantines, très éloignées de celles de la papauté, sur l'organisation de l'Église universelle ; ouvrage très controversé en Occident, donc, dont n'existent que deux manuscrits antérieurs à 1453, mais qui fut traduit en arménien dès 1179/80. Ce texte fut imprimé pour la première fois par Étienne Le Moine, dans son recueil Varia Sacra, seu Sylloge variorum opusculorum Græcorum ad rem ecclesiasticam spectantium (Leyde, 1685, 2 vol.).
- un traité intitulé Enquête utile sur l'économie divine à l'égard de l'homme (Περὶ τῆς ἐξ ἀρχῆς καὶ μέχρι τέλους οἰκονομίας τοῦ Θεοῦ εἰς τὸν ἄνθρωπον ἱστορία ἐπωφελής, καὶ περὶ τῆς χριστιανικῆς πολιτείας ὅπως συνέστη, καὶ κατὰ πάντων τῶν αἱρετικῶν), vaste somme théologique apparemment conçue en cinq livres, dont seuls les deux premiers nous sont parvenus (sans qu'on sache si les trois autres ont été écrits), partie déjà imposante (326 et 377 folios dans les deux manuscrits qui transmettent le texte entier des deux livres) ; premier livre en 263 chapitres sur la création de l'homme, le paradis et la chute, second en 203 chapitres sur le Christ, deuxième Adam, qui répare la faute du premier et sauve l'homme par son Incarnation et sa Passion ; les livres III à V sans doute prévus pour l'histoire postérieure des apôtres et de l'Église (d'après le titre) ; le premier livre surtout inspiré des traités Sur la création de l'homme de Grégoire de Nysse et Sur la nature de l'homme de Némésius d'Émèse, le second des commentaires évangéliques de Théophylacte d'Ohrid.

Le texte du De Œconomia Dei est transmis par six copies (connues) totales ou partielles, avec une branche « italo-grecque » (Matrit. gr. 4591 et Vat. gr. 1426, tous deux du XVIe siècle et contenant les deux livres, Vat. gr. 696, du XIIe siècle avec seulement le livre I, et Vat. gr. 1945, copie du XVIIe siècle du précédent) et une branche « constantinopolitaine » (Paris. gr. 1277 fol. 83-196, unité codicologique du XIIIe siècle, avec le livre I et les 39 premiers chapitres du livre II, manuscrit acheté à Constantinople en 1687, et Vat. gr. 1768, épitomé du XVIe siècle).

## Édition de textes
- PG 132, col. 1083-1114 (Traité sur les patriarcats) et col. 1292-1296 (premier chapitre et dernier paragraphe du livre I du De Œconomia Dei, d'après une publication d'Angelo Mai).
- Franz Nikolaus Finck (éd.), Des Nilos Doxopatres Τάξις τῶν πατριαρχικῶν θρόνων (versions arménienne et grecque), Vagharshabad (Etchmiadzine), Mayr Athorho, 1902.